# Éroudeville
Éroudeville är en kommun i departementet Manche i regionen Normandie i norra Frankrike. Kommunen ligger i kantonen Montebourg som tillhör arrondissementet Cherbourg. År 2022 hade Éroudeville 180 invånare.

## Befolkningsutveckling
Antalet invånare i kommunen Éroudeville
| Referens: INSEE |